# Yulenmis Aguilar
Yulenmis Aguilar Martínez (Bayamo, 3 de agosto de 1996) es una atleta hispanocubana, especializada en el lanzamiento de jabalina.

## Trayectoria deportiva
Compitiendo con la selección de Cuba en los Juegos Panamericanos Júnior celebrados en Edmonton de 2015 lanzó 63,86 metros, que le valieron la medalla de oro y con los que batió el récord mundial júnior. Participó ese mismo año en el Campeonato Mundial en Pekín, donde no logró la clasificación para la final.
Tras obtener un resultado por debajo de lo esperado en los Juegos Centroamericanos y del Caribe de 2018, fue apartada de la selección cubana y no volvió a competir internacionalmente por Cuba. A finales de 2020 se estableció en La Coruña, España. En el Campeonato de España de 2022, en el que participó fuera de concurso, consiguió su mejor marca personal, 64,17 metros.
En abril de 2024 adquirió la nacionalidad española y poco después recibió el permiso de World Athletics para participar en competiciones internacionales con su nuevo país. En su primera competición como española, el Campeonato de Europa de ese año, no consiguió clasificarse para la final, tras haber tenido algunos problemas en el hombro. En los Juegos Olímpicos, aún sin curar del todo su lesión, sí alcanzó la final, donde acabó en sexta posición.

## Competiciones internacionales
| Representando a Cuba   | Representando a Cuba                 | Representando a Cuba | Representando a Cuba | Representando a Cuba            | Representando a Cuba |
| ---------------------- | ------------------------------------ | -------------------- | -------------------- | ------------------------------- | -------------------- |
| 2013                   | Campeonato Mundial Juvenil           | Donetsk              | Medalla de plata     | Lanzamiento de jabalina (500 g) | 59.94 m              |
| 2013                   | Campeonato Panamericano Sub-20       | Medellín             | Medalla de plata     | Lanzamiento de jabalina         | 50.00 m              |
| 2014                   | Juegos Centroamericanos y del Caribe | Xalapa               | 4ª                   | Lanzamiento de jabalina         | 54.50 m              |
| 2015                   | Juegos Panamericanos                 | Toronto              | 6ª                   | Lanzamiento de jabalina         | 57.87 m              |
| 2015                   | Juegos Panamericanos de la Juventud  | Edmonton             | Medalla de oro       | Lanzamiento de jabalina         | 63.86 m              |
| 2015                   | Campeonato NACAC                     | San José             | Medalla de plata     | Lanzamiento de jabalina         | 56.79 m              |
| 2015                   | Campeonato Mundial                   | Pekín                | 18ª (c.)             | Lanzamiento de jabalina         | 60.52 m              |
| 2016                   | Campeonato NACAC Sub-23              | San Salvador         | Medalla de oro       | Lanzamiento                     | 57.09 m              |
| 2016                   | Juegos Olímpicos                     | Río de Janeiro       | 29ª (c.)             | Lanzamiento de jabalina         | 54.94 m              |
| 2018                   | Juegos Centroamericanos y del Caribe | Barranquilla         | Medalla de bronce    | Lanzamiento de jabalina         | 55.60 m              |
| Representando a España |                                      |                      |                      |                                 |                      |
| 2024                   | Campeonato de Europa                 | Roma                 | 13.ª (c.)            | Lanzamiento de jabalina         | 57.27 m              |
| 2024                   | Juegos Olímpicos                     | París                | 6.ª                  | Lanzamiento de jabalina         | 62.78 m              |